# Van De Velde (stokerij)

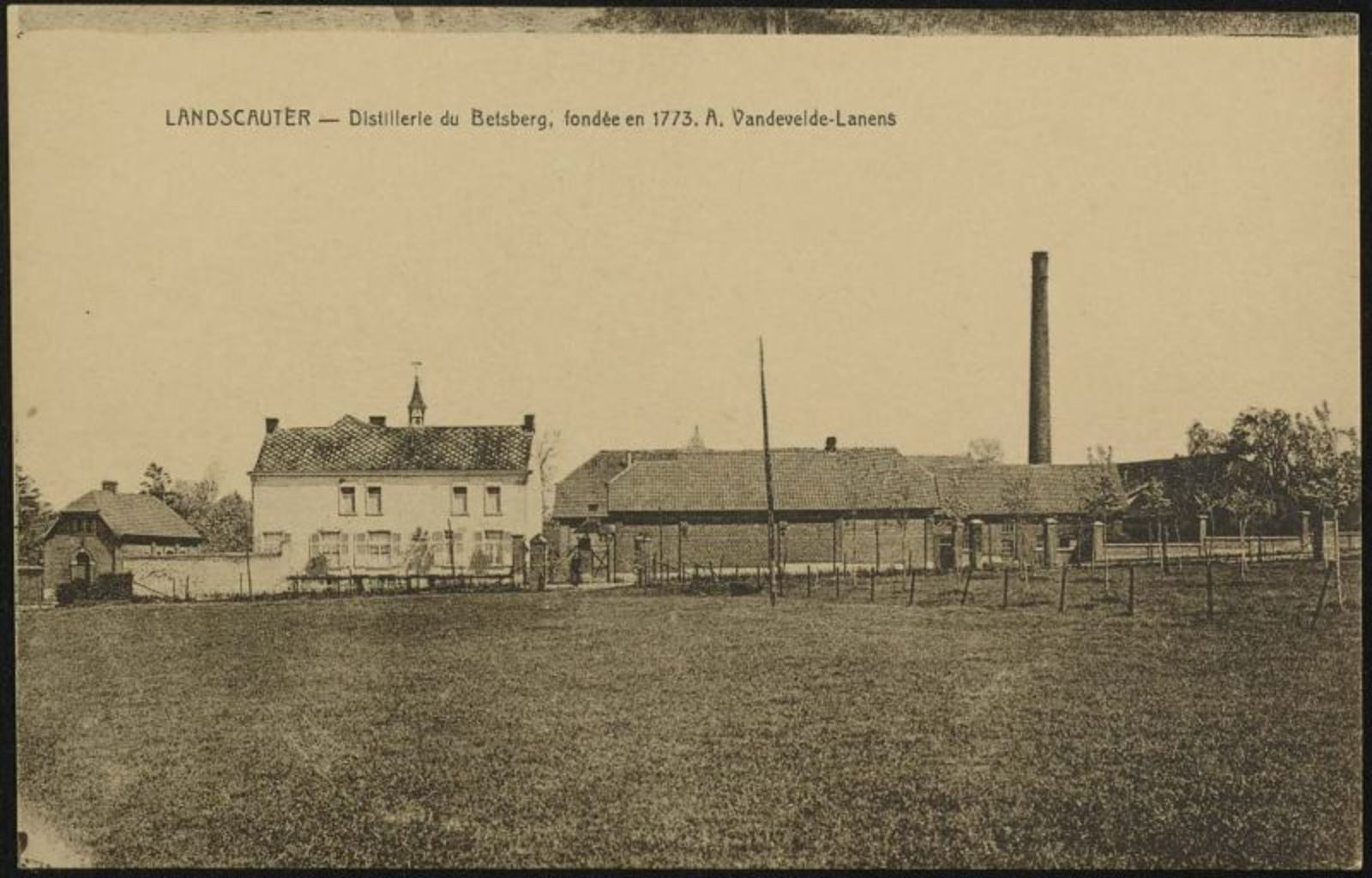
Postkaart van stokerij Den Betsberg te Landskouter omstreeks 1900-1910

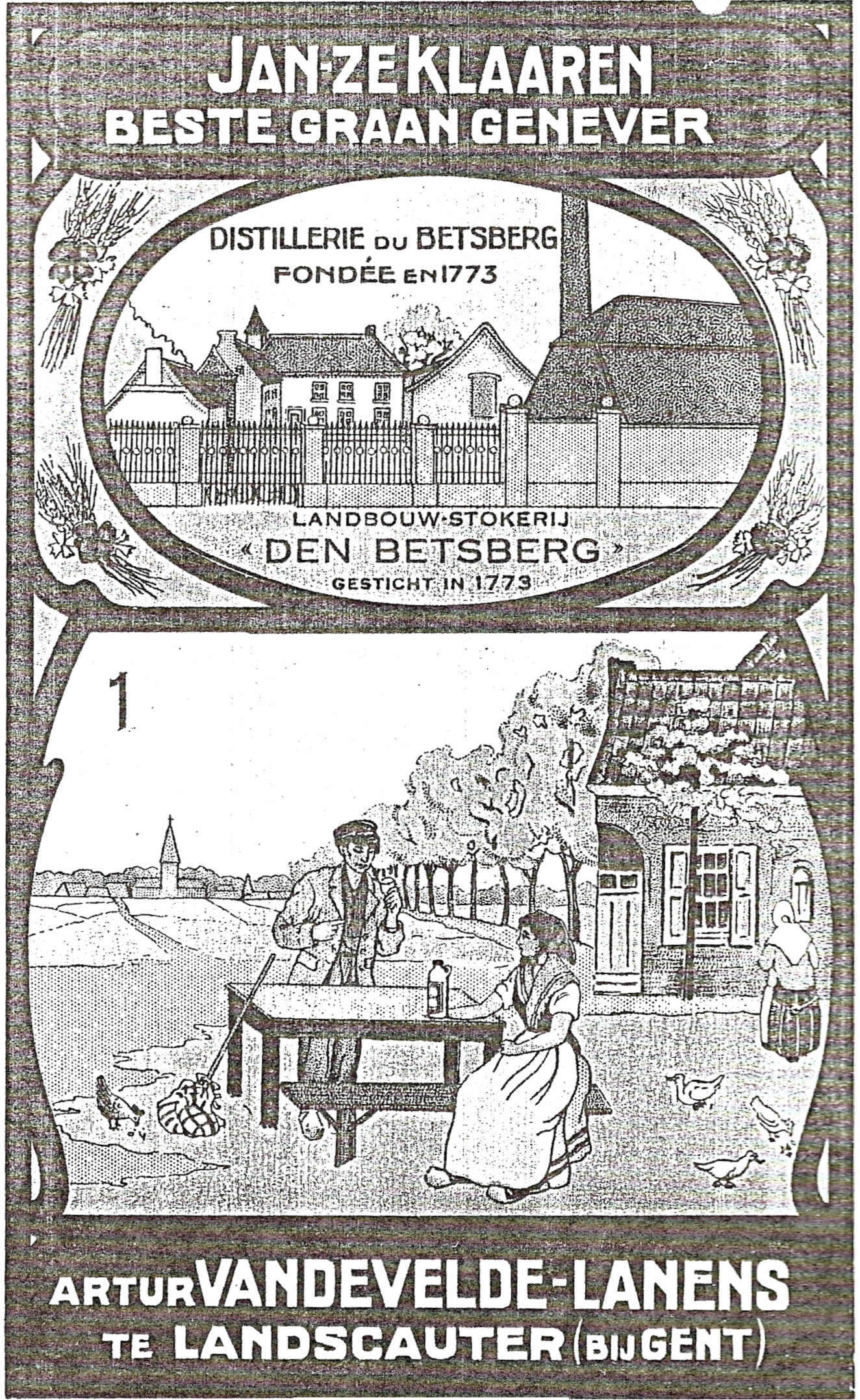
Etiket graanjenever Jan-ze-Klaaren van de stokerij Van de Velde te Landskouter

Stokerij Van De Velde ook Graanjeneverstokerij Den Betsberg genoemd, is een voormalige jeneverstokerij in het Belgische Landskouter (gemeente Oosterzele). De distilleerderij was ongeveer 175 jaar actief, maar werd kort na de Tweede Wereldoorlog gesloten.

## Geschiedenis
Volgens reclamemateriaal zou de landbouwstokerij Den Betsberg in 1773 zijn opgericht. Een document uit 1801 vermeldt echter dat de stokerij door Philippe Janssens in 1752 werd opgestart. Toen Philippe overleed, hertrouwde zijn weduwe Isabelle Jacoba Billiet met Jacobus Franciscus Van de Velde. Samen baatten ze de stokerij uit en in 1815 werd Jacobus bovendien burgemeester van Landskouter. Dat ambt bleef tot de sluiting van de stokerij in de familie. In 1822 laat hij de stokerij over aan zijn twee zonen Marcellinus en Charles. Vervolgens kocht Marcellinus zijn broer uit en hij zorgde voor uitbreidingen aan de stokerij. Na zijn overlijden in 1847 ging de stokerij over naar zijn zoon Hippolite Désiré en daarna kwam het in 1901 in handen van diens zoon Arthur. Tijdens de Eerste Wereldoorlog werd de koperen stookinstallatie in beslag genomen door de Duitsers, maar Arthur nam de draad weer op en kocht nieuw materiaal om in 1927 een totaal vernieuwde stokerij te openen. In 1928 stapte zijn zoon Jean in het bedrijf. Tijdens de Tweede Wereldoorlog lag het bedrijf opnieuw stil, om nadien nog even terug op te starten. In 1950 werd de stokerij definitief gesloten en Jean Van De Velde verkocht het volledige complex in 1988.
De tentoonstellingscatalogus “In en om de alambiek, jenever en alcoholstokerijen” vermeldt dat er alle dagen van de week kon worden gestookt, wanneer de vraag groot was. De graanjenever die werd gebotteld bestond uit drie soorten: “Jan-ze klaaren” (30°), de “Pur seigle” (35°) en de “Pur sang” (40°).

## Familie
De familie Van de Velde leverde in de 20e eeuw diverse burgemeesters die Landskouter bijna 70 jaar bestuurden. Een andere telg was pater oblaat Frans Van De Velde, die meer dan 50 jaar verbleef bij de Eskimo's in het noorden van Canada, waar hij werk verrichtte als missionaris en veelzijdige verpleegkundige. Zijn werk aldaar werd zo gewaardeerd dat de Nederlandse prinses Margriet - zelf geboren in Canada - in 1981 te Landskouter een monument kwam inhuldigen ter ere van pater Van De Velde. Op latere leeftijd kwam hij terug naar Landskouter waar hij overleed in 2002. Nu rust hij in het familiegraf in zijn geboortedorp.

## Gebouw
De 18de-eeuwse hoeve en landbouwstokerij Betsberg met omgeving zijn beschermd als dorpsgezicht en de stokerij zelf als beschermd monument in 1981.
De stookinstallaties uit 1924 zijn nog aanwezig. Er is ook een Cornwall-stoomketel van Mahy Frères Wondelgem uit 1907 aanwezig; een horizontale monocylinder-stoommachine, geplaatst in 1925-1926 ter vervanging van een verticale stoommachine; drie pompen uit de 19de eeuw; een distillatiekolom van Ateliers de Construction Dufour Frères uit 1924; een overhaalbak van dezelfde constructeur; een waterbak; drie gistkuipen en een 19de-eeuws meetvat in het "local spécial" der accijnzen. Daarnaast zijn er twee koelvaten, een ronde gietijzeren mengbak en een grote watertank. Drie alcoholbewaarbakken in het bijzonder magazijn en een graanzolder boven. De gebouwen zijn na restauratie verdeeld in een aantal wooneenheden.

## Galerij

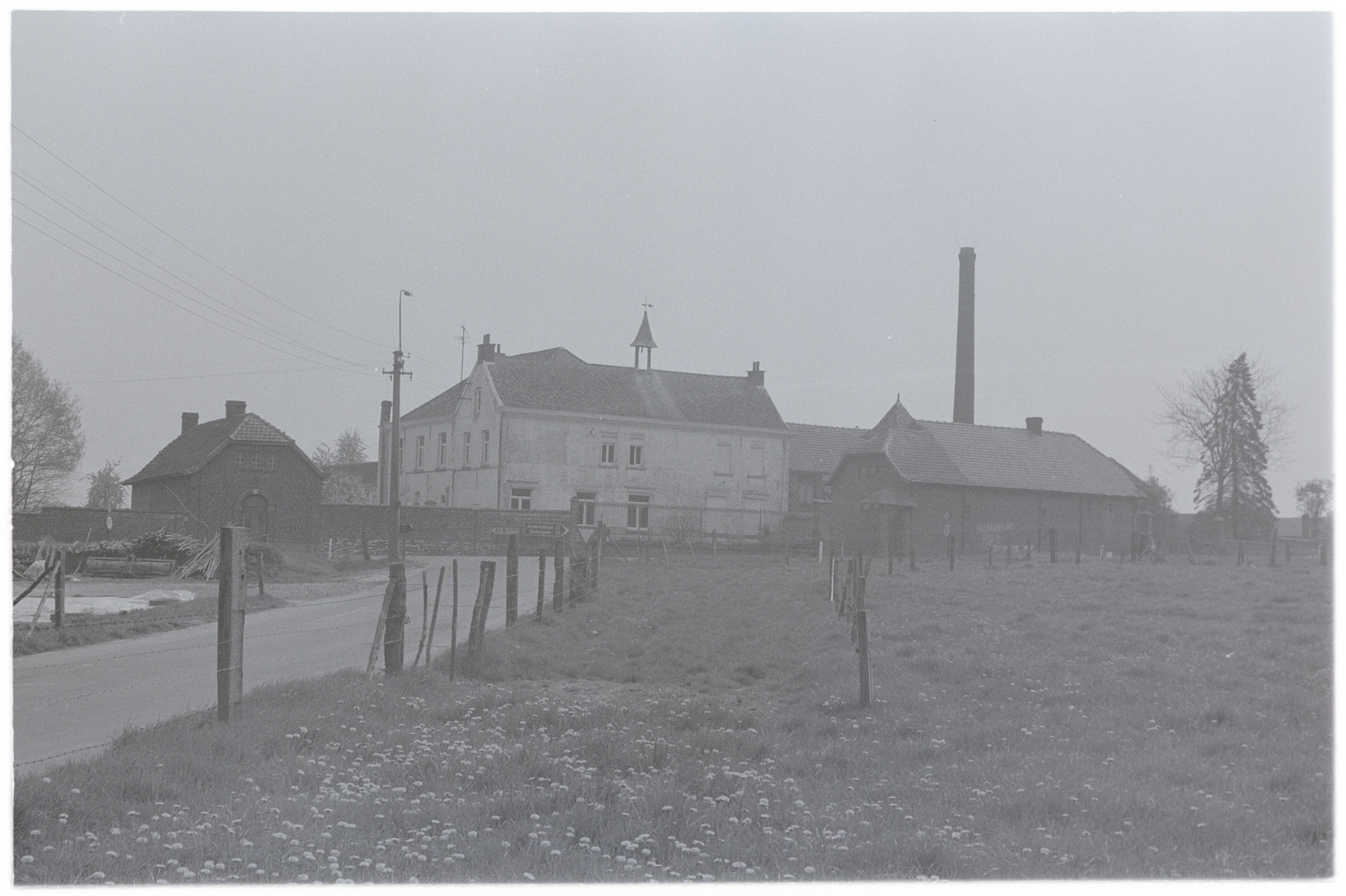
Vergezicht
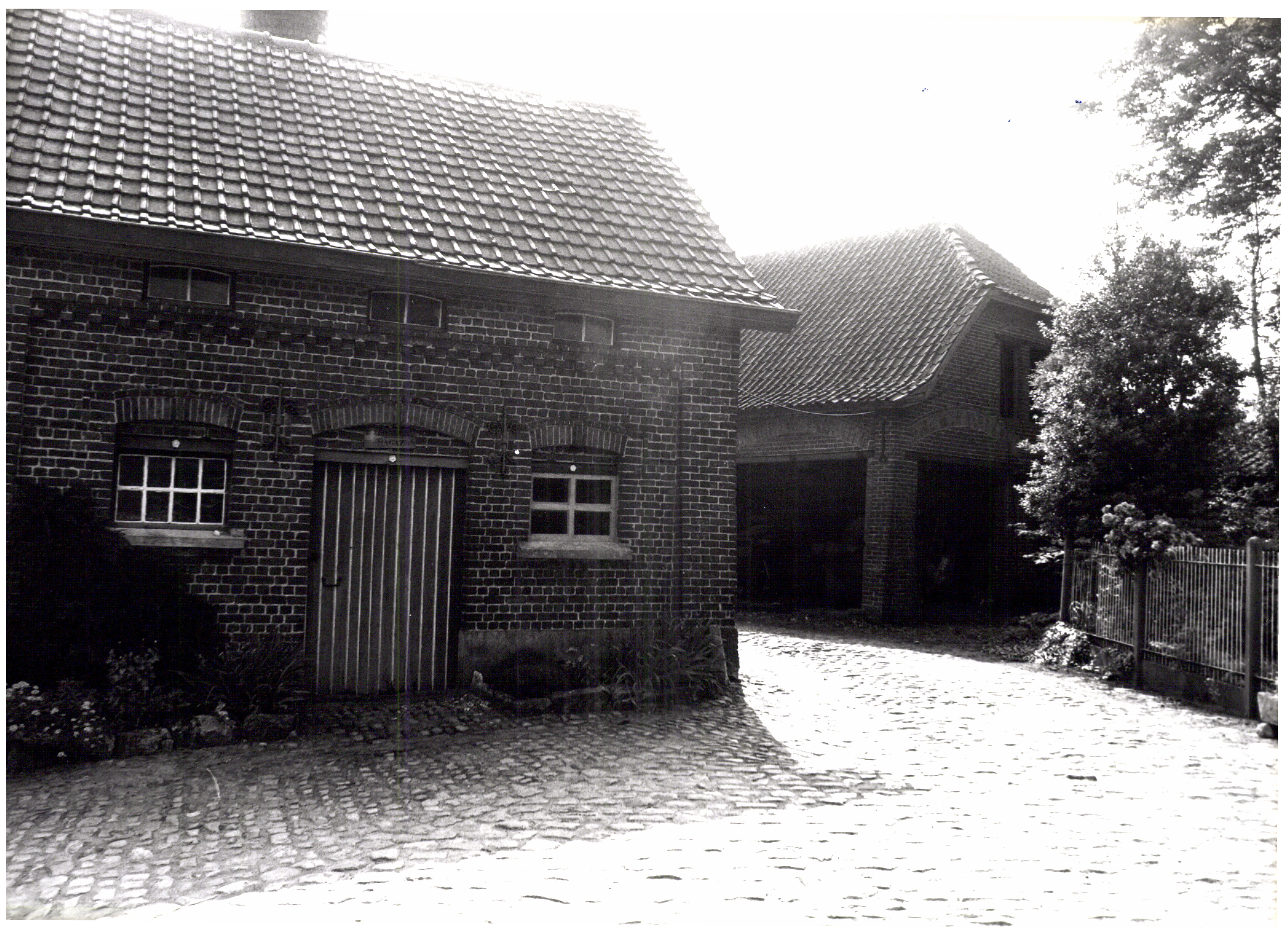
Woonhuis
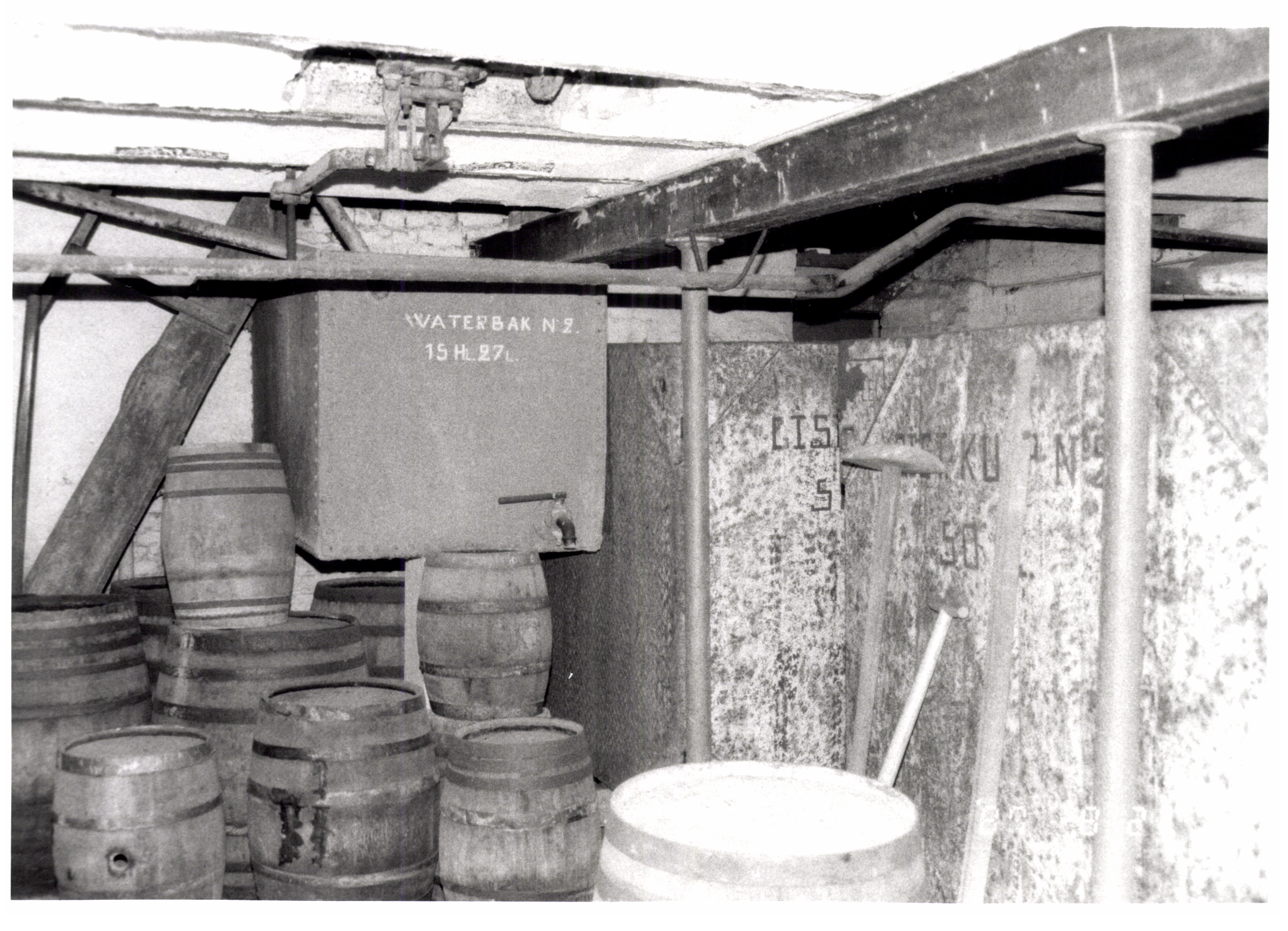
Tonnenmakerij
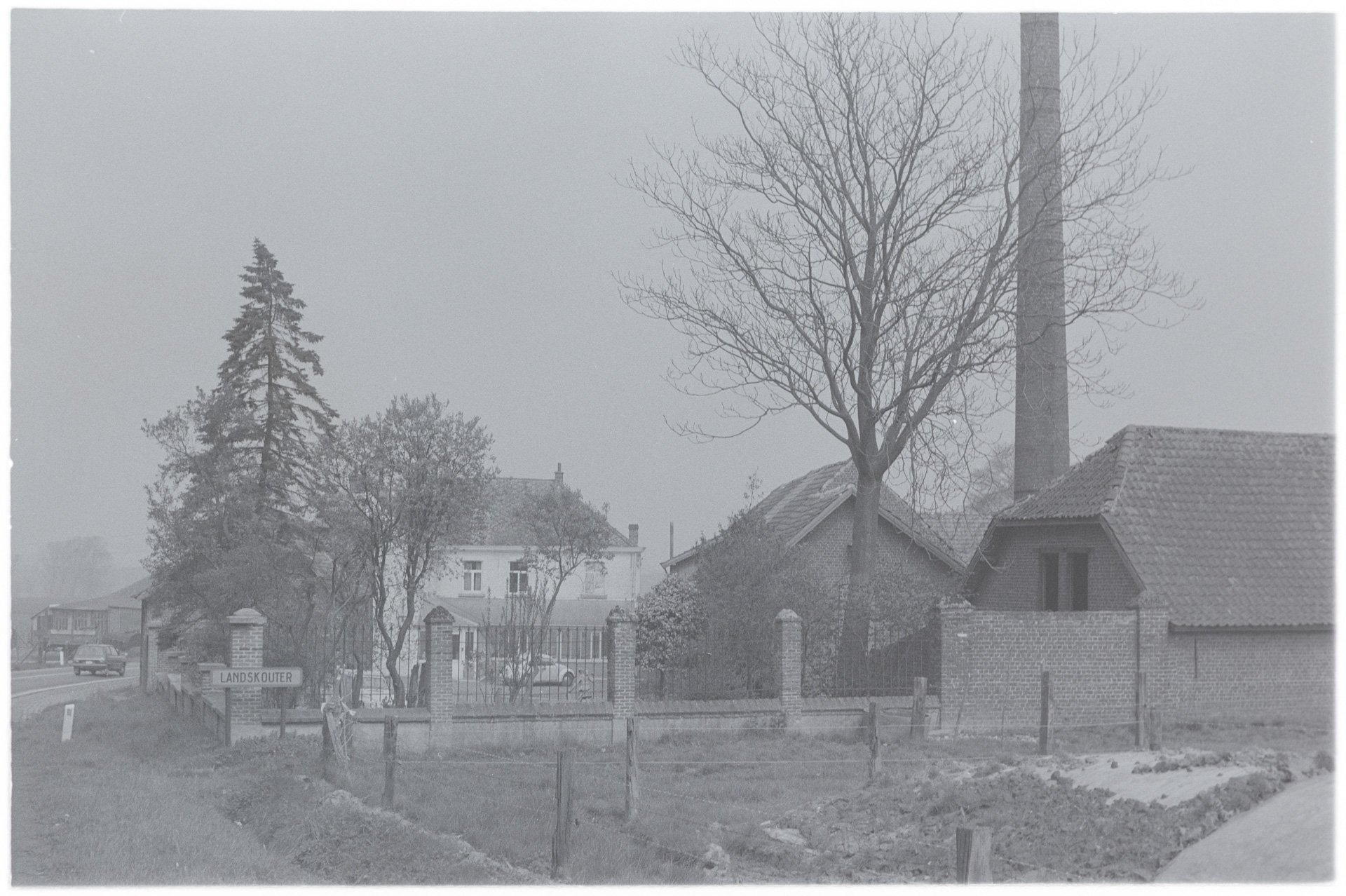
Stookhuis en schoorsteen
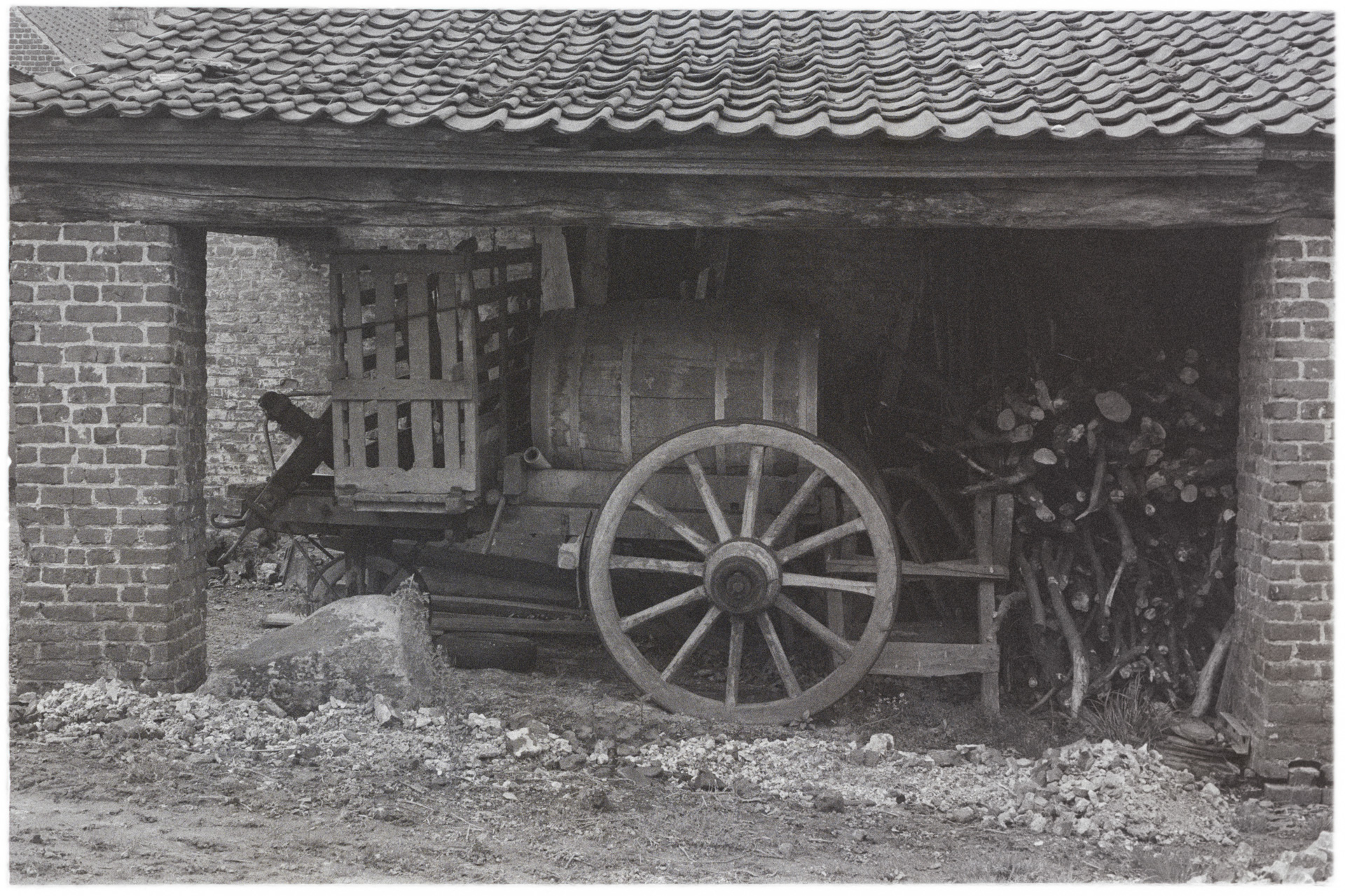
Wagenloods
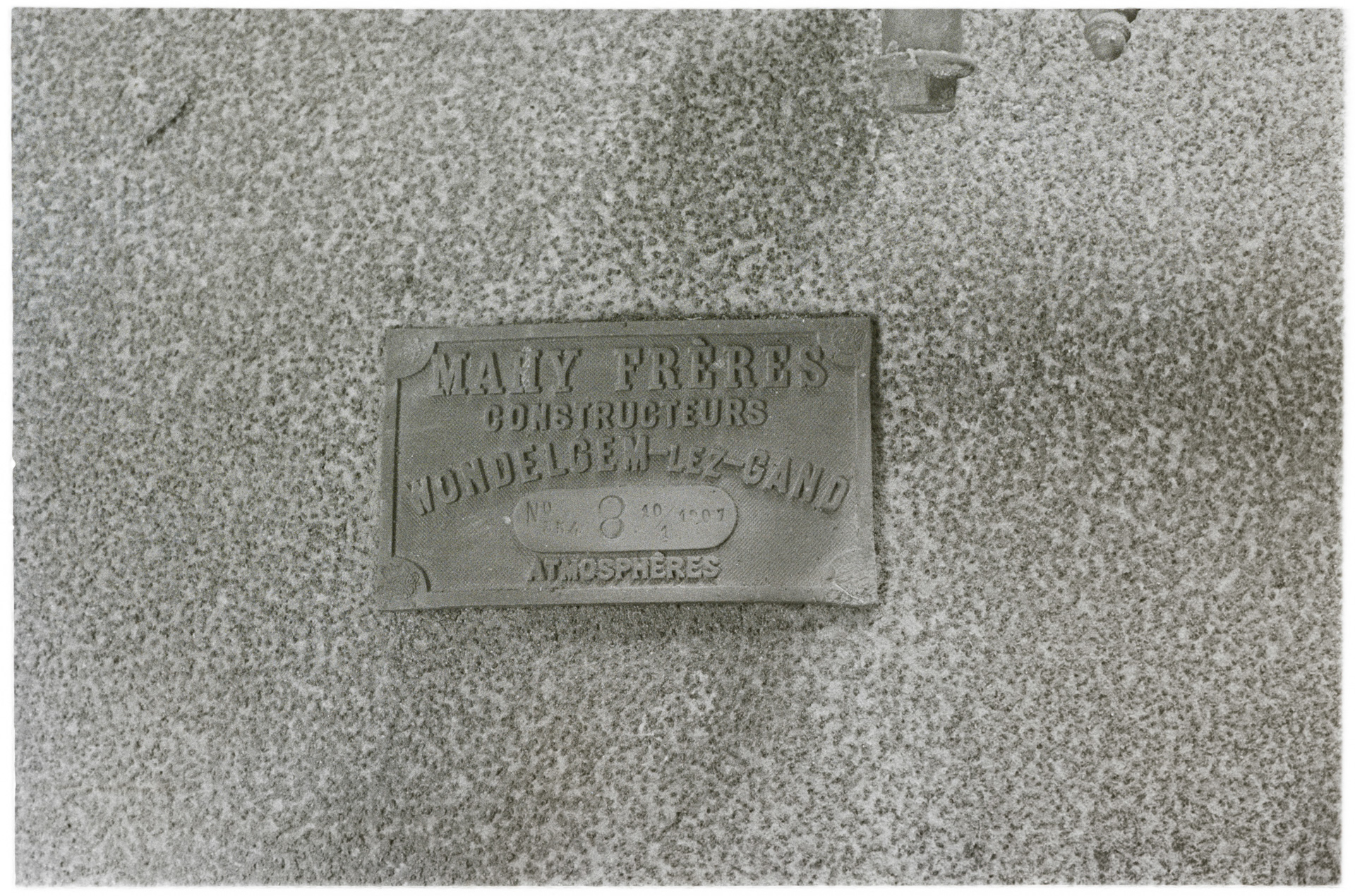
Detail stookketel
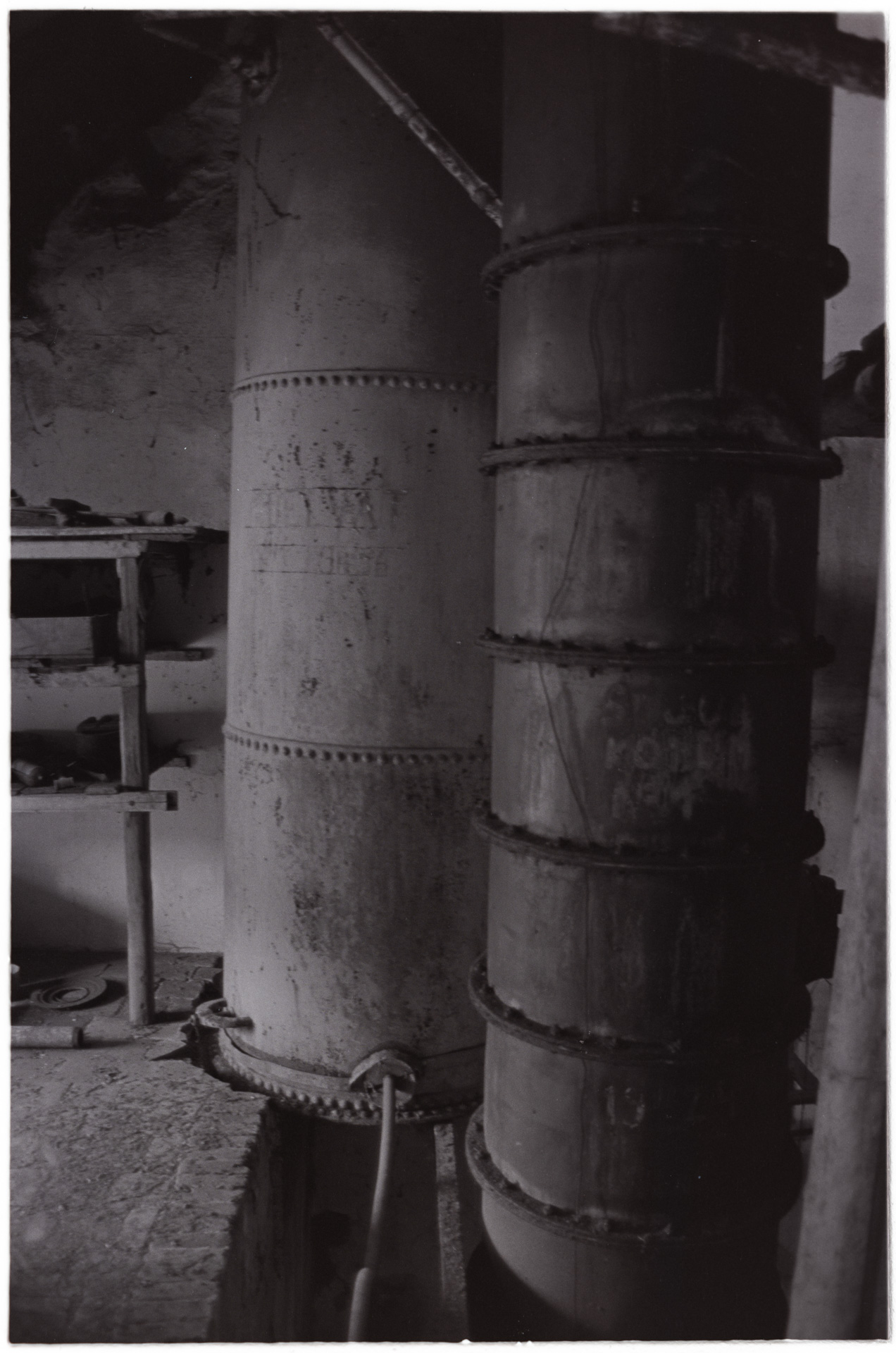
Binnenzicht op een koelvat en stookkolom in landbouwstokerij Den Betsberg